# Gare de Sin-le-Noble
Gare de Sin-le-Noble vasútállomás Franciaországban, Sin-le-Noble településen.

## Vasútvonalak
Az állomást az alábbi vasútvonalak érintik:
- Saint-Just-en-Chaussée-Dowaai-vasútvonal

## Kapcsolódó állomások
A vasútállomáshoz az alábbi állomások vannak a legközelebb:
- Gare de Cantin
- Gare de Douai